# FK Budućnost Podgorica
Der FK Budućnost Podgorica ist ein Fußballverein aus der montenegrinischen Hauptstadt Podgorica. Budućnost Podgorica gilt als der beliebteste und traditionsreichste Verein in Montenegro. Das serbo-kroatische Wort Budućnost bedeutet „Zukunft“.

## Geschichte

### Fußball in Jugoslawien
Budućnost Podgorica wurde 1925 in Podgorica gegründet und erhielt Blau und Weiß als Vereinsfarben. In Jugoslawien war man fester Bestandteil der 1. Fußballliga. Die zwei verlorenen Endspiele im jugoslawischen Pokal waren die größten Erfolge des Vereins. 1965 gab es eine 1:2-Niederlage gegen Dinamo Zagreb und 1977 verlor man gegen Hajduk Split mit 0:2. Für einen Meistertitel hatte es in Zeiten Jugoslawiens nicht gereicht, man stand stets im Schatten der größeren Klubs, besonders in dem von Roter Stern und Partizan aus der Hauptstadt Belgrad. Budućnost Podgorica landete damals oft im Mittelfeld der Tabelle. Der Verein nahm zweimal am UEFA Intertoto Cup teil. 1995 schied man gegen Bayer 04 Leverkusen aus. Im Jahr 2005 wurde man von Deportivo La Coruña bezwungen. Man gewann zwar das Rückspiel im heimischen Stadion mit 2:1, doch im Hinspiel in La Coruña hieß es 3:0 für Deportivo.

### Fußball in Montenegro
Seit der Unabhängigkeit Montenegros spielt Budućnost Podgorica in der Prva Crnogorska Liga. Das erste Spiel seit Gründung der Liga fand 2006 in Pljevlja statt, und zwar gegen den Lokalverein Rudar Pljevlja. Das Spiel konnte Podgorica mit 2:0 für sich entscheiden. Die erste Saison 2006/07 erreichte man den zweiten Platz hinter dem Lokalrivalen Zeta Golubovci. Im UEFA-Pokal der Saison 2007/08 schied man in der ersten Qualifikationsrunde unglücklich gegen Hajduk Split aus. Das Heimspiel im Stadion pod Goricom endete unentschieden 1:1, in Split verlor man 0:1. Dabei kam es zu Ausschreitungen zwischen beiden Fanlagern. Im Pokalfinale 2008 traf man auf Mogren Budva. Das Endspiel wurde in einem spannenden Finale mit 6:7 n. E. verloren. Dabei führte Budućnost Podgorica bis zur 84. Minute mit 1:0. Am 32. und vorletzten Spieltag der Saison 2007/08 sicherte sich Budućnost Podgorica mit einem 4:0-Sieg gegen Dečić Tuzi den ersten Meistertitel. Damit nahm der Verein an der Qualifikationsrunde zur Champions League 2008/09 teil.
In der Saison 2008/09 nahmen die Plavo-bjeli („Die Blau-Weißen“) an der Qualifikationsrunde zur Champions League teil. Der dortige Gegner war der finnische Vertreter Tampere United. Man scheiterte knapp. 1:2 verlor man in Tampere. Zu Hause reichte es nur zu einem 1:1-Unentschieden. Die Saison 2009/10 beendete man auf dem zweiten Rang hinter Rudar Pljevlja. Im Pokalfinale hatte man ebenso gegen dieses Team das Nachsehen. Auch in der darauffolgenden Spielzeit konnte Budućnost nicht die Erwartungen erfüllen. Mit 73 Punkten, Punktgleich mit Mogren Budva, aber mit dem schlechteren Direktvergleich, beendete man die Saison wiederum nur als Vizemeister. Zudem schied man im Pokal vorzeitig aus. In der Saison 2011/12 sicherte man sich den zweiten Meistertitel in der Vereinsgeschichte. Den ersten nationalen Pokalsieg gelang 2013 nach einem 1:0-Sieg im Finale gegen Čelik Nikšić.

## Europapokalbilanz
Zu Zeiten der Bundesrepublik Jugoslawiens erreichte Budućnost Podgorica zweimal die Teilnahme am UEFA Intertoto Cup. Dies war 1995 und 2005. Das erste Spiel im UEFA-Pokal bestritt man in der Saison 2007/08 gegen Hajduk Split. Gegen Tampere United feierte man Premiere in der Qualifikation zur Champions League in der Saison 2008/09. Beide Male scheiterte man jedoch in der 1. Qualifikationsrunde. Die Europa League Saison 2009/10 war früh beendet. Man scheiterte an Polonia Warschau. In Podgorica verlor man mit 0:2, das Spiel in Warschau endete mit 1:0 für Budućnost. In der Europa League 2010/11 scheiterte man in der 3. Qualifikationsrunde an Brøndby IF. Die Mannschaft aus Kopenhagen behielt zu Hause mit 1:0 die Oberhand. In Podgorica verlor Budućnost mit 1:2. Zuvor hatte man FK Baku ausgeschaltet. Das Spiel in Baku wurde mit 3:0 für Budućnost gewertet, da ein Spieler von Baku nicht spielberechtigt war. In Podgorica verlor man mit 1:2. In der darauffolgenden Saison scheiterte man bereits in der 1. Qualifikationsrunde, doch etwas überraschend, an Flamurtari Vlorë. Nachdem man das Heimspiel mit 1:3 verloren hatte, reichte der 2:1-Auswärtssieg im Rückspiel nicht.
In der Saison 2012/2013 scheiterte man trotz zweier guter Spiele gegen die polnische Mannschaft Śląsk Wrocław in der 2. Qualifikationsrunde zur Champions League. In Polen gewann man mit 1:0 was nicht fürs Weiterkommen ausreichte, da man das Hinspiel mit 0:2 verloren hatte. Ein Achtungserfolg erreichten die Blauen in der Saison 2016/2017 der Europa League, indem sie sich in der ersten Qualifikationsrunde gegen Rabotnicki Skopje durchsetzen konnten. In der 2. Qualifikationsrunde folgten Spiele gegen den belgischen Spitzenklub KRC Genk. Das Hinspiel in Genk verlor man nach gutem Spiel jedoch mit 0:2. Im Rückspiel folgte eine überzeugende Leistung und ein 2:0-Sieg in der regulären Spielzeit. Nach Elfmeterschießen musste man jedoch unglücklich die Segel streichen.
| Saison  | Wettbewerb                    | Runde                  | Gegner                  | Gesamt          | Hin                  | Rück                 |
| ------- | ----------------------------- | ---------------------- | ----------------------- | --------------- | -------------------- | -------------------- |
| 1995    | UEFA Intertoto Cup            | Gruppenphase           | JK Pärnu Tervis         | 3:1             | 3:1 (A)              | 3:1 (A)              |
| 1995    | UEFA Intertoto Cup            | Gruppenphase           | Nea Salamis Famagusta   | 1:1             | 1:1 (H)              | 1:1 (H)              |
| 1995    | UEFA Intertoto Cup            | Gruppenphase           | Bayer 04 Leverkusen     | 0:3             | 0:3 (A)              | 0:3 (A)              |
| 1995    | UEFA Intertoto Cup            | Gruppenphase           | OFI Kreta               | 3:4             | 3:4 (H)              | 3:4 (H)              |
| 2005    | UEFA Intertoto Cup            | 1. Runde               | FC Valletta             | 7:2             | 5:0 (A)              | 2:2 (H)              |
| 2005    | UEFA Intertoto Cup            | 2. Runde               | Deportivo La Coruña     | 2:4             | 0:3 (A)              | 2:1 (H)              |
| 2007/08 | UEFA-Pokal                    | 1. Qualifikationsrunde | Hajduk Split            | 1:2             | 1:1 (H)              | 0:1 (A)              |
| 2008/09 | UEFA Champions League         | 1. Qualifikationsrunde | Tampere United          | 2:3             | 1:2 (A)              | 1:1 (H)              |
| 2009/10 | UEFA Europa League            | 1. Qualifikationsrunde | Polonia Warschau        | 1:2             | 0:2 (H)              | 1:0 (A)              |
| 2010/11 | UEFA Europa League            | 2. Qualifikationsrunde | FK Baku                 | 4:2             | 3:0 1 (A)            | 1:2 (H)              |
| 2010/11 | UEFA Europa League            | 3. Qualifikationsrunde | Brøndby IF              | 1:3             | 1:2 (H)              | 0:1 (A)              |
| 2011/12 | UEFA Europa League            | 1. Qualifikationsrunde | KS Flamurtari Vlora     | 3:4             | 1:3 (H)              | 2:1 (A)              |
| 2012/13 | UEFA Champions League         | 2. Qualifikationsrunde | Śląsk Wrocław           | 1:2             | 0:2 (H)              | 1:0 (A)              |
| 2014/15 | UEFA Europa League            | 1. Qualifikationsrunde | SS Folgore/Falciano     | 5:1             | 2:1 (A)              | 3:0 (H)              |
| 2014/15 | UEFA Europa League            | 2. Qualifikationsrunde | Omonia Nikosia          | 0:2             | 0:2 (H)              | 0:0 (A)              |
| 2015/16 | UEFA Europa League            | 1. Qualifikationsrunde | FK Spartaks Jūrmala     | 1:3             | 1:3 (H)              | 0:0 (A)              |
| 2016/17 | UEFA Europa League            | 1. Qualifikationsrunde | Rabotnički Skopje       | 2:1             | 1:1 (A)              | 1:0 (H)              |
| 2016/17 | UEFA Europa League            | 2. Qualifikationsrunde | KRC Genk                | 2:2 (2:4 i. E.) | 0:2 (A)              | 2:0 (H)              |
| 2017/18 | UEFA Champions League         | 2. Qualifikationsrunde | FK Partizan Belgrad     | 0:2             | 0:2 (A)              | 0:0 (H)              |
| 2018/19 | UEFA Europa League            | 1. Qualifikationsrunde | FK AS Trenčín           | 1:3             | 0:2 (H)              | 1:1 (A)              |
| 2019/20 | UEFA Europa League            | 1. Qualifikationsrunde | JK Trans Narva          | 6:1             | 2:0 (A)              | 4:1 (H)              |
| 2019/20 | UEFA Europa League            | 2. Qualifikationsrunde | Sorja Luhansk           | 1:4             | 1:3 (H)              | 0:1 (A)              |
| 2020/21 | UEFA Champions League         | 1. Qualifikationsrunde | Ludogorez Rasgrad       | 1:3             | 1:3 (H)              | 1:3 (H)              |
| 2020/21 | UEFA Europa League            | 2. Qualifikationsrunde | FK Astana               | 1:0             | 1:0 (A)              | 1:0 (A)              |
| 2020/21 | UEFA Europa League            | 3. Qualifikationsrunde | FK Sarajevo             | 1:2             | 1:2 (A)              | 1:2 (A)              |
| 2021/22 | UEFA Champions League         | 1. Qualifikationsrunde | HJK Helsinki            | 1:7             | 1:3 (A)              | 0:4 (H)              |
| 2021/22 | UEFA Europa Conference League | 2. Qualifikationsrunde | HB Tórshavn             | 0:6             | 0:4 (A)              | 0:2 (H)              |
| 2022/23 | UEFA Europa Conference League | 1. Qualifikationsrunde | KF Llapi                | 4:2             | 2:0 (H)              | 2:2 (A)              |
| 2022/23 | UEFA Europa Conference League | 2. Qualifikationsrunde | Breiðablik Kópavogur    | 2:3             | 0:2 (A)              | 2:1 (H)              |
| 2023/24 | UEFA Champions League         | Vorrunde, Halbfinale   | Atlètic Club d’Escaldes | 3:0             | 3:0 in Kópavogur (N) | 3:0 in Kópavogur (N) |
| 2023/24 | UEFA Champions League         | Vorrunde, Finale       | Breiðablik Kópavogur    | 0:5             | 0:5 in Kópavogur (A) | 0:5 in Kópavogur (A) |
| 2023/24 | UEFA Europa Conference League | 2. Qualifikationsrunde | FC Struga               | 3:5             | 0:1 (A)              | 3:4 (H)              |
| 2024/25 | UEFA Conference League        | 1. Qualifikationsrunde | KF Malisheva            | 3:1             | 0:1 (A)              | 3:0 (H)              |
| 2024/25 | UEFA Conference League        | 2. Qualifikationsrunde | ZSKA 1948 Sofia         | 1:2             | 0:1 (A)              | 1:1 n. V. (H)        |
| 2025/26 | UEFA Champions League         | 1. Qualifikationsrunde | FC Noah Jerewan         | 2:3             | 0:1 (A)              | 2:2 (H)              |
| 2025/26 | UEFA Conference League        | 2. Qualifikationsrunde | FC Milsami              | 1:2             | 0:0 (H)              | 1:2 (A)              |

Gesamtbilanz: 63 Spiele, 18 Siege, 13 Unentschieden, 32 Niederlagen, 70:92 Tore (Tordifferenz −22)

## Spieler
- Dejan Savićević (1981–1983) Jugend, (1983–1988) Spieler,
- Predrag Mijatović (19??) Jugend, (1988–1989) Spieler,
- Željko Petrović (1987–1990)
- Igor Burzanović (1995–2004) Jugend, (2004–2006, 2009, 2013) Spieler,
- Milan Purović (199?–2005)
- Sanibal Orahovac (1997–2001, 2010–2011)
- Đorđije Ćetković (2000–2002, 2009)

## Das Stadion
Budućnost Podgorica trägt seine Heimspiele im Stadion pod Goricom aus. Das Stadion fasst zurzeit zirka 17.000 Zuschauer.

## Die Fans
Die als Varvari („Barbaren“) bekannten Anhänger des Vereins unterstützen traditionell alle Vereine der Budućnost-Familie. Sie sind die am besten organisierte Fangruppe des Landes und pflegen eine enge Fanfreundschaft zu den Anhängern des serbischen Vereins Radnički Niš, den sogenannten Meraklije. Budućnost Podgorica hat seine Fans nicht nur in Podgorica, sondern auch außerhalb der Stadt. Obwohl die meisten Fans Montenegriner sind, sind auch besonders Serben der Stadt Anhänger dieses Vereins.

## Sportliche Erfolge

### Fußball
- Montenegrinischer Meister (7): 2008, 2012, 2017, 2020, 2021, 2023, 2024/25
- Montenegrinischer Vizemeister (4): 2007, 2009, 2010, 2011
- Montenegrinischer Pokalsieger (5): 2013, 2019, 2021, 2022, 2024
- Montenegrinischer Pokalfinalist (3): 2008, 2010, 2016
- Jugoslawischer Pokalfinalist (2): 1965, 1977

## Sonstiges
Der Verein wurde 1975 vom jugoslawischen Präsidenten Josip Broz Tito mit dem Orden „Brüderlichkeit und Einheit“ ausgezeichnet.